# Dichrogaster liostylus
Dichrogaster liostylus là một loài tò vò trong họ Ichneumonidae.